# Абдер
Абде́р [ А б д э́ р ] (др.-греч. Ἄβδηρος) — персонаж древнегреческой мифологии.
Существует несколько версий мифа относительно происхождения и родного города Абдера. В наиболее древнем античном источнике, в котором упоминается Абдер, у Пиндара, он назван сыном бога морей Посейдона и наяды Фронии. Согласно Псевдо-Аполлодору он был сыном Гермеса и происходил из Опунтской Локриды, Птолемею Гефестиону — сыном аргонавта Менетия и братом Патрокла, Tabula Farnesiana — выходцем из Фрония.
Абдер в античных источниках упоминается исключительно в контексте восьмого подвига Геракла по похищению коней Диомеда. Царь фракийского племени бистонов Диомед владел конями-людоедами, которым скармливал чужеземцев. Микенский царь Еврисфей поручил Гераклу привести этих лошадей к его двору. По одной версии изложенной у Псевдо-Гигина Абдер был слугой Диомеда, который погиб от руки Геракла. По другой, классической, нашедшей в тех или иных вариациях отображение в трудах Пседо-Аполлодора, Филострата Старшего и других, Абдер был слугой и возлюбленным Геракла. Геракл поручил ему присматривать за конями. Пока герой был занят битвой, лошади растерзали своего надсмотрщика.
На месте гибели либо могиле Абдера Геракл основал город Абдеры, а также учредил в память о погибшем спортивные состязания, включавшие кулачный бой, борьбу, их сочетания, «одним словом, во всём, однако не на конях».